# Coefficients calorimétriques et thermoélastiques
En physique, et plus particulièrement en thermodynamique, les coefficients calorimétriques et thermoélastiques sont des coefficients permettant d'exprimer, pour les premiers, la chaleur absorbée par un système thermodynamique et, pour les seconds, les variations de volume et de pression de ce système. Ces coefficients sont définis pour les corps purs comme pour les mélanges. Les transformations étudiées pour les établir s'effectuent sans changement de composition ni de phase.
Ces coefficients sont liés aux potentiels thermodynamiques, dont ils sont les dérivées secondes. Il est ainsi possible d'établir le signe des capacités thermiques et des coefficients de compressibilité, ainsi que diverses relations, notamment les relations de Clapeyron, relation de Mayer et relation de Reech. Les coefficients calorimétriques sont liés aux variations de l'entropie du système. Les coefficients thermoélastiques permettent d'établir son équation d'état.

## Définitions

### Notations
Lorsqu'elles existent, les notations recommandées par le Green Book de l'Union internationale de chimie pure et appliquée (IUPAC) sont indiquées entre parenthèses. Par exemple les notations proposées pour le coefficient de dilatation isobare sont signalées (Green Book p. 56 : {\displaystyle \alpha }, {\displaystyle \alpha _{V}}, {\displaystyle \gamma }). Ces préconisations sont dans la mesure du possible respectées dans cet article, sauf lorsqu'un autre usage prévaut ; par exemple la compressibilité isotherme est notée {\displaystyle \chi _{T}} selon un usage courant dans la littérature, alors que le Green Book p. 56 préconise {\displaystyle \kappa _{T}}.
Toutes ces définitions supposent des transformations à composition constante, c'est-à-dire l'absence de réaction chimique, d'apport ou d'extraction de matière. Ces transformations ayant lieu à quantité de matière constante {\displaystyle n}, ceci ne sera pas reporté dans les notations afin d'alléger les expressions mathématiques. Il sera par exemple noté {\displaystyle \left({\partial V \over \partial T}\right)_{P}} plutôt que {\displaystyle \left({\partial V \over \partial T}\right)_{P,n}}. De même, les termes liés aux variations des quantités de matière ne seront pas reportés dans les différentielles : par exemple la différentielle de l'énergie interne {\displaystyle \mathrm {d} U=-P\,\mathrm {d} V+T\,\mathrm {d} S+\sum _{i=1}^{N}\mu _{i}\,\mathrm {d} n_{i}} sera simplifiée en {\displaystyle \mathrm {d} U=-P\,\mathrm {d} V+T\,\mathrm {d} S}. Ces transformations ont également lieu en l'absence de changement de phase, le corps pur ou le mélange subissant la transformation étant supposé en une seule phase. Enfin, les mélanges sont supposés homogènes.

### Coefficients calorimétriques
Dans une transformation réversible, la chaleur {\displaystyle Q} absorbée par un corps pur ou un mélange de composition constante peut être exprimée à l'aide de six coefficients calorimétriques selon les variables suivies lors de la transformation, :
avec :
- {\displaystyle S} l'entropie ;
- {\displaystyle T} la température ;
- {\displaystyle P} la pression ;
- {\displaystyle V} le volume ;
- {\displaystyle C_{V}} (Green Book p. 56) la capacité thermique isochore (anciennement capacité calorifique à volume constant[5]), grandeur extensive exprimée en joules par kelvin, J/K :

| Capacité thermique isochore : {\displaystyle C_{V}=T\left({\partial S \over \partial T}\right)_{V}} |

Elle représente la chaleur absorbée par le corps lors d'une variation de température à volume constant ;
- {\displaystyle l} le coefficient de dilatation isotherme (anciennement coefficient de chaleur latente de dilatation isotherme[5]), grandeur intensive exprimée en pascals, Pa :

| Coefficient de dilatation isotherme : {\displaystyle l=T\left({\partial S \over \partial V}\right)_{T}} |

Il représente la chaleur absorbée par le corps lors d'une variation de volume à température constante ;
- {\displaystyle C_{P}} (Green Book p. 56) la capacité thermique isobare (anciennement capacité calorifique à pression constante[5]), grandeur extensive exprimée en joules par kelvin, J/K :

| Capacité thermique isobare : {\displaystyle C_{P}=T\left({\partial S \over \partial T}\right)_{P}} |

Elle représente la chaleur absorbée par le corps lors d'une variation de température à pression constante ;
- {\displaystyle h} le coefficient de compression isotherme (anciennement coefficient de chaleur latente de compression isotherme[5]), grandeur extensive exprimée en mètres cubes, m3 :

| Coefficient de compression isotherme : {\displaystyle h=T\left({\partial S \over \partial P}\right)_{T}} |

Il représente la chaleur absorbée par le corps lors d'une variation de pression à température constante ;
- {\displaystyle \mu } un coefficient sans nom attribué (anciennement coefficient de chaleur latente de dilatation isobare[5]), grandeur intensive exprimée en pascals, Pa :

| {\displaystyle \mu =T\left({\partial S \over \partial V}\right)_{P}} |

Il représente la chaleur absorbée par le corps lors d'une variation de volume à pression constante ;
- {\displaystyle \lambda } un coefficient sans nom attribué (anciennement coefficient de chaleur latente de compression isochore[5]), grandeur extensive exprimée en mètres cubes, m3 :

| {\displaystyle \lambda =T\left({\partial S \over \partial P}\right)_{V}} |

Il représente la chaleur absorbée par le corps lors d'une variation de pression à volume constant.

### Coefficients thermoélastiques
Les trois coefficients thermoélastiques servent à exprimer la variation de volume ou de pression d'un corps pur ou d'un mélange à composition constante lors d'une transformation réversible :
avec :
- {\displaystyle T} la température ;
- {\displaystyle P} la pression ;
- {\displaystyle V} le volume ;
- {\displaystyle \alpha } (Green Book p. 56 : {\displaystyle \alpha }, {\displaystyle \alpha _{V}}, {\displaystyle \gamma }) le coefficient de dilatation isobare (à pression constante)[5], grandeur intensive exprimée en K−1 :

| Coefficient de dilatation isobare : {\displaystyle \alpha ={1 \over V}\left({\partial V \over \partial T}\right)_{P}} |

Il représente la variation relative de volume due à une variation de température à pression constante ;
- {\displaystyle \beta } (Green Book p. 56 : {\displaystyle \alpha _{P}}) le coefficient de compression isochore (à volume constant)[5], grandeur intensive exprimée en K−1 :

| Coefficient de compression isochore : {\displaystyle \beta ={1 \over P}\left({\partial P \over \partial T}\right)_{V}} |

Il représente la variation relative de pression due à une variation de température à volume constant ;
- {\displaystyle \chi _{T}} (Green Book p. 56 : {\displaystyle \kappa _{T}}) le coefficient de compressibilité isotherme (à température constante)[5], grandeur intensive exprimée en Pa−1 :

| Coefficient de compressibilité isotherme : {\displaystyle \chi _{T}=-{1 \over V}\left({\partial V \over \partial P}\right)_{T}} |

Il représente la variation relative de volume due à une variation de pression à température constante.

### Autres coefficients

#### Capacités thermiques molaires, molaires partielles et massiques
Les deux capacités thermiques {\displaystyle C_{P}} et {\displaystyle C_{V}} sont des grandeurs extensives, elles sont proportionnelles à la quantité de matière {\displaystyle n}, ou à la masse {\displaystyle m}, contenue dans le système subissant la transformation.
On définit les capacités molaires, grandeurs intensives exprimées en J K−1 mol−1, par (Green Book p. 56) :
Ces grandeurs peuvent également être notées respectivement {\displaystyle C_{V,{\rm {m}}}} et {\displaystyle C_{P,{\rm {m}}}} (Green Book p. 56).
On définit les capacités massiques (ou spécifiques), grandeurs intensives exprimées en J K−1 kg−1, par (Green Book p. 56) :
Si le système contient {\displaystyle N} espèces chimiques, chaque espèce {\displaystyle i} étant représentée par la quantité {\displaystyle n_{i}}, on peut définir pour chaque espèce des capacités molaires partielles, grandeurs intensives exprimées en J K−1 mol−1 (Green Book p. 57) :
Le théorème d'Euler sur les fonctions homogènes du premier ordre permet d'écrire :
ou, en introduisant {\displaystyle n=\sum _{i}^{N}n_{i}} la quantité totale de matière dans le mélange et {\displaystyle x_{i}=n_{i}/n} la fraction molaire du corps {\displaystyle i} dans le mélange :

#### Coefficient de compressibilité isentropique
On définit le coefficient de compressibilité isentropique, noté {\displaystyle \chi _{S}} (Green Book p. 56 : {\displaystyle \kappa _{S}}), par :
| Coefficient de compressibilité isentropique : {\displaystyle \chi _{S}=-{1 \over V}\left({\partial V \over \partial P}\right)_{S}} |

Ce coefficient est une grandeur intensive exprimée en Pa−1. Il représente la variation relative de volume due à une variation de pression à entropie constante.
La différentielle du volume pouvant s'écrire :
{\displaystyle \mathrm {d} V=\left({\partial V \over \partial P}\right)_{S}\,\mathrm {d} P+\left({\partial V \over \partial S}\right)_{P}\,\mathrm {d} S}
en considérant les définitions de {\displaystyle \chi _{S}} et {\displaystyle \mu } on obtient la relation :
On peut écrire pour l'entropie :
{\displaystyle T\,\mathrm {d} S=\mu \,\mathrm {d} V+\mu V\chi _{S}\,\mathrm {d} P=\mu \,\mathrm {d} V+\lambda \,\mathrm {d} P}
on a donc la relation :

#### Coefficient de Laplace
Soit le coefficient de Laplace ou indice adiabatique, noté {\displaystyle \gamma } (Green Book p. 57 : {\displaystyle \gamma }, {\displaystyle \kappa }) et défini par :
| Coefficient de Laplace : {\displaystyle \gamma ={C_{P} \over C_{V}}={{\bar {C}}_{P} \over {\bar {C}}_{V}}={c_{P} \over c_{V}}} |

Ce coefficient est une grandeur intensive adimensionnelle. Les capacités thermiques dépendent de la température, de la pression et du volume, ce coefficient n'est donc pas une constante. Cependant, dans le cas des gaz parfaits, les capacités thermiques ne dépendent que de la température, et il peut être admis que ce coefficient est constant sur de courtes plages de température : un gaz parfait pour lequel {\displaystyle \gamma } ne dépend pas de la température est appelé gaz de Laplace et répond à la loi de Laplace. Pour des processus isentropiques impliquant de grands changements de température la loi de Laplace n'est pas rigoureuse, il faut alors tenir compte de la variation de {\displaystyle \gamma } avec la température.
D'autre part, puisque {\displaystyle C_{P}\geq C_{V}\geq 0} (voir paragraphes Stabilité thermodynamique, signe des coefficients et Relation de Mayer générale), alors :

#### Module d'élasticité isostatique
La différentielle de la pression peut être écrite sous la forme :
avec {\displaystyle K} (Green Book p. 15) le module d'élasticité isostatique :
| Module d'élasticité isostatique : {\displaystyle K=-V\left({\partial P \over \partial V}\right)_{T}} |

Ce coefficient est une grandeur intensive exprimée en pascals, Pa.
Le module d'élasticité est l'inverse du coefficient de compressibilité isotherme :

#### Facteur de compressibilité
Le facteur de compressibilité d'un fluide, noté {\displaystyle Z} (Green Book p. 57), est défini par :
| Facteur de compressibilité : {\displaystyle Z={PV \over nRT}} |

avec :
- {\displaystyle n} la quantité de matière totale (nombre de moles) du fluide ;
- {\displaystyle P} la pression du fluide ;
- {\displaystyle R} la constante universelle des gaz parfaits ;
- {\displaystyle T} la température du fluide ;
- {\displaystyle V} le volume du fluide.

Le facteur de compressibilité est une grandeur intensive adimensionnelle représentant le rapport {\displaystyle Z=V/V^{\bullet }} du volume {\displaystyle V} d'un fluide réel au volume du gaz parfait correspondant aux mêmes pression, température et composition : {\displaystyle V^{\bullet }=nRT/P} selon la loi des gaz parfaits. Le facteur de compressibilité vaut donc 1 pour un gaz parfait, quelles que soient sa pression, sa température et sa composition.
Le facteur de compressibilité est lié aux coefficients thermoélastiques du fluide réel et du gaz parfait correspondant par les relations :
avec :
- {\displaystyle \alpha ^{\bullet }=1/T} le coefficient de dilatation isobare du gaz parfait correspondant ;
- {\displaystyle \beta ^{\bullet }=1/T} le coefficient de compression isochore du gaz parfait correspondant ;
- {\displaystyle \chi _{T}^{\bullet }=1/P} le coefficient de compressibilité isotherme du gaz parfait correspondant ;
- {\displaystyle K^{\bullet }=P} le module d'élasticité isostatique du gaz parfait correspondant.

## Relations avec les potentiels thermodynamiques

### Relations fondamentales
Les coefficients calorimétriques et thermoélastiques peuvent être exprimés comme des dérivées partielles secondes des potentiels thermodynamiques énergie interne {\displaystyle U}, enthalpie {\displaystyle H}, énergie libre {\displaystyle F} et enthalpie libre {\displaystyle G} par rapport à leurs variables naturelles volume {\displaystyle V}, entropie {\displaystyle S}, pression {\displaystyle P} et température {\displaystyle T} : respectivement {\displaystyle U=U\!\left(V,S\right)}, {\displaystyle H=H\!\left(P,S\right)}, {\displaystyle F=F\!\left(V,T\right)} et {\displaystyle G=G\!\left(P,T\right)}. Ces relations fondamentales sont :
Ces relations fondamentales permettent d'établir, entre autres :
- le signe de certains coefficients selon les conditions de stabilité d'un système, en application du deuxième principe de la thermodynamique, voir le paragraphe Stabilité thermodynamique, signe des coefficients ;
- diverses relations entre les coefficients calorimétriques et thermoélastiques, via notamment le théorème de Schwarz, voir le paragraphe Relations entre coefficients.

### Autres relations avec les potentiels thermodynamiques

#### Avec l'énergie interne
La différentielle de l'énergie interne {\displaystyle U} dans ses variables naturelles, si le processus est réversible et si le travail n'est dû qu'aux forces de pression, à composition constante s'écrit :
{\displaystyle \mathrm {d} U=-P\,\mathrm {d} V+T\,\mathrm {d} S}
Ni la température ni la pression ne sont des variables naturelles de {\displaystyle U=U\!\left(V,S\right)}.

##### Coefficient de Joule-Gay-Lussac
En substituant {\displaystyle T\,\mathrm {d} S=C_{V}\,\mathrm {d} T+l\,\mathrm {d} V} on obtient :
On a la relation :
À partir de la différentielle de {\displaystyle U} on peut écrire :
{\displaystyle \mathrm {d} T=-{l-P \over C_{V}}\,\mathrm {d} V+{1 \over C_{V}}\,\mathrm {d} U=\left({\partial T \over \partial V}\right)_{U}\,\mathrm {d} V+\left({\partial T \over \partial U}\right)_{V}\,\mathrm {d} U}
On a, selon la relation (r2) :
{\displaystyle l-P=\left(\beta T-1\right)P}
On définit un nouveau coefficient appelé coefficient de Joule-Gay-Lussac :
| Coefficient de Joule-Gay-Lussac : {\displaystyle \mu _{\rm {JGL}}=\left({\partial T \over \partial V}\right)_{U}=-{\left(\beta T-1\right)P \over C_{V}}} |

Dans une détente isoénergétique ce coefficient, qui s'exprime en K m−3, permet de quantifier le changement de température d'un corps en fonction de son volume. Lorsque {\displaystyle \mu _{\rm {JGL}}>0} la température augmente lorsque le volume augmente ; lorsque {\displaystyle \mu _{\rm {JGL}}<0} la température diminue lorsque le volume augmente. Pour les gaz parfaits {\displaystyle \beta ^{\bullet }=1/T}, d'où {\displaystyle \mu _{\rm {JGL}}=0} : leur température ne varie pas dans ce genre de détente et ces gaz répondent à la première loi de Joule. La plupart des gaz réels se refroidissent dans une détente isoénergétique ({\displaystyle \mu _{\rm {JGL}}<0}), quelle que soit la température initiale. Les exceptions connues sont l'hélium, l'hydrogène et certains gaz rares qui ont des plages de température et de volume dans lesquelles ils se réchauffent dans ce type de détente ({\displaystyle \mu _{\rm {JGL}}>0}).

##### Paramètre de Grüneisen
En substituant {\displaystyle T\,\mathrm {d} S=\mu \,\mathrm {d} V+\lambda \,\mathrm {d} P} on obtient :
On a la relation :
Le paramètre de Grüneisen (Green Book p. 43 : {\displaystyle \gamma }, {\displaystyle \Gamma }) est défini par,, :
| Paramètre de Grüneisen : {\displaystyle \Gamma ={V\alpha K \over C_{V}}={\alpha K \over \rho c_{V}}} |

avec {\displaystyle \rho } la masse volumique et {\displaystyle c_{V}} la capacité thermique isochore massique. Ce paramètre est une grandeur intensive adimensionnelle, de l'ordre de grandeur de quelques unités à toute température pour la majorité des solides ; il existe quelques cas de valeurs très élevées, positives ou négatives.
Les relations (rd2), (r1) et (r2) donnent successivement :
{\displaystyle \Gamma ={V\alpha  \over \chi _{T}C_{V}}={VP\beta  \over C_{V}}={Vl \over C_{V}T}}
Avec (r4) on a :
Avec la relation :
{\displaystyle \left({\partial T \over \partial V}\right)_{S}\left({\partial V \over \partial S}\right)_{T}\left({\partial S \over \partial T}\right)_{V}=\left({\partial T \over \partial V}\right)_{S}{T \over l}{C_{V} \over T}=-1}
on a également, :
À partir de la définition de {\displaystyle \Gamma }, la relation (rd2) et la relation de Reech permettent d'écrire la relation :
par laquelle le coefficient de Grüneisen est déterminé expérimentalement.
L'une des formes de la relation de Mayer générale donne, avec la relation (r1) :
{\displaystyle C_{P}-C_{V}=TV\alpha P\beta =TV\alpha {\alpha  \over \chi _{T}}}
En divisant par {\displaystyle C_{V}} et en introduisant le coefficient de Laplace {\displaystyle \gamma =C_{P}/C_{V}}, on obtient, :
Pour un gaz parfait quelconque {\displaystyle \alpha ^{\bullet }=1/T}. Par conséquent, pour tout gaz parfait : {\displaystyle \Gamma ^{\bullet }=\gamma ^{\bullet }-1}.

#### Avec l'enthalpie
La différentielle de l'enthalpie {\displaystyle H} dans ses variables naturelles, si le processus est réversible et si le travail n'est dû qu'aux forces de pression, à composition constante s'écrit :
{\displaystyle \mathrm {d} H=V\,\mathrm {d} P+T\,\mathrm {d} S}
Ni la température ni le volume ne sont des variables naturelles de {\displaystyle H=H\!\left(P,S\right)}.

##### Coefficient de Joule-Thomson
En substituant {\displaystyle T\,\mathrm {d} S=C_{P}\,\mathrm {d} T+h\,\mathrm {d} P} on obtient :
On a la relation :
À partir de la différentielle de {\displaystyle H} on peut écrire :
{\displaystyle \mathrm {d} T=-{h+V \over C_{P}}\,\mathrm {d} P+{1 \over C_{P}}\,\mathrm {d} H=\left({\partial T \over \partial P}\right)_{H}\,\mathrm {d} P+\left({\partial T \over \partial H}\right)_{P}\,\mathrm {d} H}
On a, selon la relation (r3) :
{\displaystyle h+V=-\left(\alpha T-1\right)V}
On définit un nouveau coefficient appelé coefficient de Joule-Thomson (Green Book p. 57 : {\displaystyle \mu }, {\displaystyle \mu _{\rm {JT}}}) :
| Coefficient de Joule-Thomson : {\displaystyle \mu _{\rm {JT}}=\left({\partial T \over \partial P}\right)_{H}={\left(\alpha T-1\right)V \over C_{P}}} |

Dans une détente isenthalpique ce coefficient, qui s'exprime en K Pa−1, permet de quantifier l'effet Joule-Thomson. Lorsque {\displaystyle \mu _{\rm {JT}}>0} la température diminue lorsque la pression diminue ; lorsque {\displaystyle \mu _{\rm {JT}}<0} la température augmente lorsque la pression diminue. Pour les gaz parfaits {\displaystyle \alpha ^{\bullet }=1/T}, d'où {\displaystyle \mu _{\rm {JT}}=0} : leur température ne varie pas dans ce genre de détente et ces gaz répondent à la deuxième loi de Joule. Pour les gaz réels aux hautes températures {\displaystyle \mu _{\rm {JT}}<0}, quelle que soit la pression. Pour des températures plus basses il existe, pour la plupart des gaz réels, des couples pression-température auxquels {\displaystyle \alpha =1/T} : le coefficient de Joule-Thomson s'y annule et change de signe, aux basses pressions {\displaystyle \mu _{\rm {JT}}>0}, aux hautes pressions {\displaystyle \mu _{\rm {JT}}<0}.

##### Autre relation
En substituant {\displaystyle T\,\mathrm {d} S=\mu \,\mathrm {d} V+\lambda \,\mathrm {d} P} on obtient :
On a la relation :

#### Avec l'énergie libre
La différentielle de l'énergie libre {\displaystyle F} dans ses variables naturelles, si le processus est réversible et si le travail n'est dû qu'aux forces de pression, à composition constante s'écrit :
{\displaystyle \mathrm {d} F=-P\,\mathrm {d} V-S\,\mathrm {d} T}
En substituant {\displaystyle \mathrm {d} V=-V\chi _{T}\,\mathrm {d} P+V\alpha \,\mathrm {d} T} on obtient :
On a la relation :
La pression n'est pas une variable naturelle de {\displaystyle F=F\!\left(V,T\right)}.

#### Avec l'enthalpie libre
La différentielle de l'enthalpie libre {\displaystyle G} dans ses variables naturelles, si le processus est réversible et si le travail n'est dû qu'aux forces de pression, à composition constante s'écrit :
{\displaystyle \mathrm {d} G=V\,\mathrm {d} P-S\,\mathrm {d} T}
En substituant {\displaystyle \mathrm {d} P=-{1 \over V\chi _{T}}\,\mathrm {d} V+P\beta \,\mathrm {d} T} on obtient :
On a la relation :
Le volume n'est pas une variable naturelle de {\displaystyle G=G\!\left(P,T\right)}.

## Autres relations

### Stabilité thermodynamique, signe des coefficients
Le deuxième principe de la thermodynamique énonce que l'entropie globale d'un système isolé ne peut que croître. Par conséquent l'entropie est une fonction concave par rapport à ses variables naturelles, qui sont toutes extensives (énergie interne, volume, quantité de matière, etc.). Les potentiels thermodynamiques sont, eux, convexes par rapport à leurs variables extensives (entropie, volume, quantité de matière, etc.) et concaves par rapport à leurs variables intensives (pression, température absolue, etc.). Ceci implique, entre autres, que :
{\displaystyle \left({\partial ^{2}F \over {\partial T}^{2}}\right)_{V}\leq 0}
{\displaystyle \left({\partial ^{2}G \over {\partial T}^{2}}\right)_{P}\leq 0}
{\displaystyle \left({\partial ^{2}G \over {\partial P}^{2}}\right)_{T}\leq 0}
{\displaystyle \left({\partial ^{2}H \over {\partial P}^{2}}\right)_{S}\leq 0}
et par conséquent, respectivement par (rf1), (rf3), (rf5) et (rf7), les relations :
Une capacité thermique positive correspond aux observations communes : un corps absorbe de la chaleur lorsque sa température augmente et en restitue lorsqu'elle diminue. De même, le volume d'un corps diminue sous l'effet de la pression ; le signe {\displaystyle -} de l'expression {\displaystyle \chi _{T}=-{1 \over V}\left({\partial V \over \partial P}\right)_{T}} est donc nécessaire pour obtenir une valeur positive. En remplaçant le volume {\displaystyle V} par la masse volumique {\displaystyle \rho ={m \over V}}, avec {\displaystyle m} la masse, le coefficient de compressibilité isotherme peut s'écrire :
La thermodynamique n'interdit pas que ces coefficients soient négatifs, mais un corps présentant de telles propriétés serait instable considéré seul car il diminuerait l'entropie, en contradiction avec le deuxième principe de la thermodynamique : une telle situation est donc difficilement observable. Cependant des coefficients négatifs peuvent être observés dans un contexte impliquant des phénomènes compensant cette instabilité. En physique stellaire la stabilité des étoiles est expliquée par une capacité thermique négative due à l'attraction gravitationnelle entre ses constituants. Une étoile génère par fusion nucléaire plus d'énergie qu'elle ne peut en rayonner, ce qui, avec une capacité thermique positive, induirait une telle accumulation de chaleur, et donc une telle augmentation de température, que l'étoile serait instable et mourrait rapidement. La capacité thermique négative permet d'accumuler la chaleur tout en maintenant une température stable. D'autre part, des coefficients de compressibilité négatifs sont observés sur des cristaux composés d'eau et de méthanol, et sur le dicyanoaurate de zinc ; ce phénomène appelé auxétisme est expliqué par l'architecture de ces matériaux à l'échelle moléculaire,,.
La stabilité d'un corps impose également des relations telles que :
{\displaystyle \left({\partial ^{2}U \over {\partial S}^{2}}\right)_{V}\left({\partial ^{2}U \over {\partial V}^{2}}\right)_{S}\geq \left({\partial ^{2}U \over \partial S\partial V}\right)^{2}}
{\displaystyle \left({\partial ^{2}G \over {\partial T}^{2}}\right)_{P}\left({\partial ^{2}G \over {\partial P}^{2}}\right)_{T}\geq \left({\partial ^{2}G \over \partial T\partial P}\right)^{2}}
qui (respectivement à l'aide de (rf2), (rf8), (rf13) et (rf3), (rf5), (rf11)) se traduisent en termes de coefficients calorimétriques et thermoélastiques par :
Le volume d'un corps augmente généralement sous l'effet d'une augmentation de la température, aussi le coefficient de dilatation isobare {\displaystyle \alpha } est-il le plus souvent positif. Néanmoins, la relation (rs6) n'impose pas le signe de ce coefficient, qui peut donc être négatif pour un corps stable. L'eau liquide en est un exemple entre 0 °C et 4 °C sous 1 atm : une augmentation de la température provoque une contraction du volume, d'où un maximum de densité à 4 °C, constituant une anomalie dilatométrique.
Le signe du coefficient de compression isochore {\displaystyle \beta } est le plus souvent positif, la pression augmentant le plus souvent avec la température à volume constant.

### Relations entre coefficients
En considérant la relation :
{\displaystyle \left({\partial P \over \partial T}\right)_{V}\left({\partial T \over \partial V}\right)_{P}\left({\partial V \over \partial P}\right)_{T}=-1}
après réarrangement, à partir des définitions des coefficients, on a la relation :
Rappelons la relation (rd1) :
En application du théorème de Schwarz, les relations fondamentales (rf9) et (rf10) donnent :
les relations fondamentales (rf11) et (rf12) donnent :
les relations fondamentales (rf13) et (rf14) donnent :
et enfin les relations fondamentales (rf15) et (rf16) donnent :

### Relations de Clapeyron
La relation (r2) et la définition de {\displaystyle \beta } permettent d'établir la première relation de Clapeyron :
| Première relation de Clapeyron : (rc1) : {\displaystyle l=T\left({\partial P \over \partial T}\right)_{V}} |

La relation (r3) et la définition de {\displaystyle \alpha } permettent d'établir la deuxième relation de Clapeyron :
| Deuxième relation de Clapeyron : (rc2) : {\displaystyle h=-T\left({\partial V \over \partial T}\right)_{P}} |

Ces deux relations, appelées collectivement relations de Clapeyron, ne doivent pas être confondues avec la relation de Clapeyron, également appelée formule de Clapeyron, exprimant l'évolution de la pression de changement d'état d'un corps pur en fonction de la température.

### Relation de Mayer générale
En considérant pour une transformation quelconque réversible :
{\displaystyle \delta Q=T\,\mathrm {d} S=C_{V}\,\mathrm {d} T+l\,\mathrm {d} V=C_{P}\,\mathrm {d} T+h\,\mathrm {d} P}
on obtient :
{\displaystyle \left(C_{P}-C_{V}\right)\,\mathrm {d} T=l\,\mathrm {d} V-h\,\mathrm {d} P}
{\displaystyle \mathrm {d} T={l \over C_{P}-C_{V}}\,\mathrm {d} V-{h \over C_{P}-C_{V}}\,\mathrm {d} P}
Or on peut écrire :
{\displaystyle \mathrm {d} T=\left({\partial T \over \partial V}\right)_{P}\,\mathrm {d} V+\left({\partial T \over \partial P}\right)_{V}\,\mathrm {d} P}
d'où les relations :
{\displaystyle {l \over C_{P}-C_{V}}=\left({\partial T \over \partial V}\right)_{P}}
{\displaystyle -{h \over C_{P}-C_{V}}=\left({\partial T \over \partial P}\right)_{V}}
En considérant respectivement les définitions de {\displaystyle \alpha } et {\displaystyle \beta } on obtient :
En considérant les relations (r2) et (r3), on obtient dans les deux cas :
En considérant les relations de Clapeyron (rc1) et (rc2) ou les définitions de {\displaystyle \alpha } et {\displaystyle \beta } on obtient la relation de Mayer générale :
| Relation de Mayer générale : {\displaystyle C_{P}-C_{V}=T\left({\partial V \over \partial T}\right)_{P}\left({\partial P \over \partial T}\right)_{V}} |

Avec la relation (r1) on obtient également :
Puisqu'un corps (pur ou mélange) ne peut être stable que si {\displaystyle \chi _{T}\geq 0} (relation (rs3)), cette relation induit que :
Dans le cas d'une phase condensée (liquide ou solide), il peut être considéré que :
- la phase est quasiment indilatable, son volume varie peu lors d'un changement de température : {\displaystyle \left({\partial V \over \partial T}\right)_{P}\approx 0}, soit {\displaystyle \alpha \approx 0} ;
- la phase est quasiment incompressible, son volume varie peu lors d'un changement de pression : {\displaystyle \left({\partial V \over \partial P}\right)_{T}\approx 0}, soit {\displaystyle \chi _{T}\approx 0}.

Pour une phase idéalement indilatable ({\displaystyle \alpha =0}) ou incompressible ({\displaystyle \chi _{T}=0}), la relation de Mayer conduit à la relation : {\displaystyle C_{P}-C_{V}=0}. Les bases de données ne donnent pour les liquides et les solides, considérés comme idéalement indilatables et incompressibles, qu'une seule capacité thermique molaire : 

### Relation de Reech
En considérant la relation (rd1) dans laquelle on introduit les relations (r4) et (r5), on a :
{\displaystyle {C_{V}T \over l}=-{C_{P}T \over h}V\chi _{S}}
En substituant les relations (r2) et (r3), on a :
{\displaystyle {C_{V} \over P\beta }={C_{P} \over \alpha }\chi _{S}}
En considérant la relation (r1) et la définition du coefficient de Laplace on obtient finalement la relation de Reech :
| Relation de Reech : {\displaystyle \gamma ={C_{P} \over C_{V}}={\chi _{T} \over \chi _{S}}} |

D'autre part, puisque {\displaystyle C_{P}\geq C_{V}\geq 0}, {\displaystyle \chi _{T}\geq 0} et {\displaystyle \chi _{S}\geq 0} (voir paragraphes Stabilité thermodynamique, signe des coefficients et Relation de Mayer générale), alors la relation de Reech induit que :

### Variation isotherme des capacités thermiques

#### Variation de la capacité thermique isochore
La différentielle de l'énergie interne {\displaystyle U} en fonction des coefficients calorimétriques et à composition constante s'écrit :
{\displaystyle \mathrm {d} U=C_{V}\,\mathrm {d} T+\left(l-P\right)\,\mathrm {d} V}
Puisque la différentielle de {\displaystyle U} est exacte, le théorème de Schwarz permet d'écrire :
{\displaystyle \left({\partial ^{2}U \over \partial V\partial T}\right)=\left({\partial ^{2}U \over \partial T\partial V}\right)}
{\displaystyle \left({\partial C_{V} \over \partial V}\right)_{T}=\left({\partial \left(l-P\right) \over \partial T}\right)_{V}=\left({\partial l \over \partial T}\right)_{V}-\left({\partial P \over \partial T}\right)_{V}}
Par la première relation de Clapeyron (rc1) on a :
{\displaystyle l=T\left({\partial P \over \partial T}\right)_{V}}
{\displaystyle \left({\partial l \over \partial T}\right)_{V}=\left({\partial P \over \partial T}\right)_{V}+T\left({\partial ^{2}P \over \partial T^{2}}\right)_{V}}
On a la relation :

#### Variation de la capacité thermique isobare
La différentielle de l'enthalpie {\displaystyle H} en fonction des coefficients calorimétriques et à composition constante s'écrit :
{\displaystyle \mathrm {d} H=C_{P}\,\mathrm {d} T+\left(h+V\right)\,\mathrm {d} P}
Puisque la différentielle de {\displaystyle H} est exacte, le théorème de Schwarz permet d'écrire :
{\displaystyle \left({\partial ^{2}H \over \partial P\partial T}\right)=\left({\partial ^{2}H \over \partial T\partial P}\right)}
{\displaystyle \left({\partial C_{P} \over \partial P}\right)_{T}=\left({\partial \left(h+V\right) \over \partial T}\right)_{P}=\left({\partial h \over \partial T}\right)_{P}+\left({\partial V \over \partial T}\right)_{P}}
Par la deuxième relation de Clapeyron (rc2) on a :
{\displaystyle h=-T\left({\partial V \over \partial T}\right)_{P}}
{\displaystyle \left({\partial h \over \partial T}\right)_{P}=-\left({\partial V \over \partial T}\right)_{P}-T\left({\partial ^{2}V \over \partial T^{2}}\right)_{P}}
On a la relation :

## Exemples d'application

### Application aux gaz parfaits

#### Coefficients calorimétriques et thermoélastiques
Un gaz parfait a pour équation d'état :
{\displaystyle PV^{\bullet }=nRT}
avec :
- {\displaystyle P} la pression ;
- {\displaystyle V^{\bullet }} le volume ;
- {\displaystyle n} la quantité de matière ;
- {\displaystyle R} la constante universelle des gaz parfaits ;
- {\displaystyle T} la température.

Pour un gaz parfait on a donc :
{\displaystyle \left({\partial V^{\bullet } \over \partial T}\right)_{P,n}=\left({\partial  \over \partial T}{nRT \over P}\right)_{P,n}={nR \over P}}
Étant donné la définition du coefficient {\displaystyle \alpha } :
{\displaystyle \alpha ^{\bullet }={1 \over V^{\bullet }}{nR \over P}}
on obtient :
Étant donné la deuxième relation de Clapeyron (rc2) (ou la relation (r3)) :
{\displaystyle h^{\bullet }=-T{nR \over P}}
on obtient :
Pour un gaz parfait on a également :
{\displaystyle \left({\partial P \over \partial T}\right)_{V^{\bullet },n}=\left({\partial  \over \partial T}{nRT \over V^{\bullet }}\right)_{V^{\bullet },n}={nR \over V^{\bullet }}}
Étant donné la définition du coefficient {\displaystyle \beta } :
{\displaystyle \beta ^{\bullet }={1 \over P}{nR \over V^{\bullet }}}
on obtient :
Étant donné la première relation de Clapeyron (rc1) (ou la relation (r2)) :
{\displaystyle l^{\bullet }=T{nR \over V^{\bullet }}}
on obtient :
Pour un gaz parfait on a enfin :
{\displaystyle \left({\partial V^{\bullet } \over \partial P}\right)_{T,n}=\left({\partial  \over \partial P}{nRT \over P}\right)_{T,n}=-{nRT \over P^{2}}}
Étant donné la définition du coefficient {\displaystyle \chi _{T}} :
{\displaystyle \chi _{T}^{\bullet }=-{1 \over V^{\bullet }}\left(-{nRT \over P^{2}}\right)}
on obtient :
Étant donné la relation (r5), on obtient :
Étant donné la relation (r4), on obtient :
Ainsi, pour une transformation réversible à quantité de matière constante, on peut écrire, pour un gaz parfait :
- avec les coefficients calorimétriques[31] :

- avec les coefficients thermoélastiques :

#### Lois de Joule

##### Première loi de Joule, ou loi de Joule et Gay-Lussac
La différentielle de l'énergie interne {\displaystyle U} en fonction des coefficients calorimétriques s'écrivant :
{\displaystyle \mathrm {d} U=C_{V}\,\mathrm {d} T+\left(l-P\right)\,\mathrm {d} V}
et puisque pour un gaz parfait :
{\displaystyle l^{\bullet }=P}
on obtient, pour un gaz parfait :
{\displaystyle \mathrm {d} U^{\bullet }=C_{V}^{\bullet }\,\mathrm {d} T}
soit la première loi de Joule, ou loi de Joule et Gay-Lussac :
On vérifie également que :
{\displaystyle \left({\partial C_{V}^{\bullet } \over \partial V^{\bullet }}\right)_{T,n}=T\left({\partial ^{2}P \over \partial T^{2}}\right)_{V^{\bullet },n}=T\left({\partial ^{2} \over \partial T^{2}}{nRT \over V^{\bullet }}\right)_{V^{\bullet },n}=T\left({\partial  \over \partial T}{nR \over V^{\bullet }}\right)_{V^{\bullet },n}=0}
Pour un gaz parfait {\displaystyle C_{V}^{\bullet }} ne dépend que de la température.
Enfin, puisque {\displaystyle \beta ^{\bullet }={1 \over T}}, le coefficient de Joule-Gay-Lussac d'un gaz parfait vaut :
{\displaystyle \mu _{\rm {JGL}}^{\bullet }=\left({\partial T \over \partial V^{\bullet }}\right)_{U}=-{\left(\beta ^{\bullet }T-1\right)P \over C_{V}^{\bullet }}=0}
Dans une détente isoénergétique la température d'un gaz parfait ne change pas.

##### Deuxième loi de Joule, ou loi de Joule-Thomson
La différentielle de l'enthalpie {\displaystyle H} en fonction des coefficients calorimétriques s'écrivant :
{\displaystyle \mathrm {d} H=C_{P}\,\mathrm {d} T+\left(h+V\right)\,\mathrm {d} P}
et puisque pour un gaz parfait :
{\displaystyle h^{\bullet }=-V^{\bullet }}
on obtient, pour un gaz parfait :
{\displaystyle \mathrm {d} H^{\bullet }=C_{P}^{\bullet }\,\mathrm {d} T}
soit la deuxième loi de Joule, ou loi de Joule-Thomson :
On vérifie également que :
{\displaystyle \left({\partial C_{P}^{\bullet } \over \partial P}\right)_{T,n}=-T\left({\partial ^{2}V^{\bullet } \over \partial T^{2}}\right)_{P,n}=-T\left({\partial ^{2} \over \partial T^{2}}{nRT \over P}\right)_{P,n}=-T\left({\partial  \over \partial T}{nR \over P}\right)_{P,n}=0}
Pour un gaz parfait {\displaystyle C_{P}^{\bullet }} ne dépend que de la température.
Enfin, puisque {\displaystyle \alpha ^{\bullet }={1 \over T}}, le coefficient de Joule-Thomson d'un gaz parfait vaut :
{\displaystyle \mu _{\rm {JT}}^{\bullet }=\left({\partial T \over \partial P}\right)_{H}={\left(\alpha ^{\bullet }T-1\right)V^{\bullet } \over C_{P}^{\bullet }}=0}
Dans une détente isenthalpique la température d'un gaz parfait ne change pas.

#### Relation de Mayer
Pour un gaz parfait on a la relation de Mayer :
{\displaystyle C_{P}^{\bullet }-C_{V}^{\bullet }=TV^{\bullet }\alpha ^{\bullet }P\beta ^{\bullet }=TV^{\bullet }{1 \over T}P{1 \over T}={PV^{\bullet } \over T}}
d'où la relation :
ou, avec les capacités thermiques molaires :
En introduisant le coefficient de Laplace on peut donc écrire :
Dans le cas d'un gaz parfait monoatomique tel que l'argon et les autres gaz nobles, on a {\displaystyle \gamma ={5 \over 3}\approx 1,67}, ce qui conduit à :
{\displaystyle C_{V}^{\bullet }=n{3 \over 2}R}
{\displaystyle C_{P}^{\bullet }=n{5 \over 2}R}
Dans le cas d'un gaz parfait diatomique tel que le dioxygène ou le diazote, on a {\displaystyle \gamma ={7 \over 5}=1,4}, ce qui conduit à :
{\displaystyle C_{V}^{\bullet }=n{5 \over 2}R}
{\displaystyle C_{P}^{\bullet }=n{7 \over 2}R}

### Établissement d'une équation d'état

#### Théorie
Rappelons la définition des coefficients thermoélastiques :
Il est donc possible, si l'on connait deux des trois coefficients thermoélastiques, d'établir une équation d'état :
- explicite en volume en fonction de la pression et de la température, {\displaystyle V=V\!\left(P,T\right)}, si l'on connait {\displaystyle \chi _{T}} et {\displaystyle \alpha }, puisque l'on connait les deux dérivées partielles du volume :

{\displaystyle \left({\partial V \over \partial P}\right)_{T}=-V\chi _{T}}
{\displaystyle \left({\partial V \over \partial T}\right)_{P}=V\alpha }
- explicite en pression en fonction du volume et de la température, {\displaystyle P=P\!\left(V,T\right)}, si l'on connait {\displaystyle \chi _{T}} et {\displaystyle \beta }, puisque l'on connait les deux dérivées partielles de la pression :

{\displaystyle \left({\partial P \over \partial V}\right)_{T}=-{1 \over V\chi _{T}}}
{\displaystyle \left({\partial P \over \partial T}\right)_{V}=P\beta }
Si seuls {\displaystyle \alpha } et {\displaystyle \beta } sont connus, la relation (r1) permet de déterminer {\displaystyle \chi _{T}} et de revenir à l'un des deux cas précédents.
La connaissance de {\displaystyle \alpha } peut être remplacée par celle de {\displaystyle h} selon la relation (r3).
La connaissance de {\displaystyle \beta } peut être remplacée par celle de {\displaystyle l} selon la relation (r2).
La connaissance de {\displaystyle \chi _{T}} peut être remplacée par celle de {\displaystyle K}, qui par définition est son inverse (relation (rd2)).

#### Exemple 1: équation d'état des gaz parfaits
La température d'un gaz donné ne varie ni dans une détente de Joule-Gay-Lussac, ni dans une détente de Joule-Thomson. Par ailleurs, dans les Conditions normales de température et de pression (CNTP : pression 1 atm et température 0 °C) le volume molaire de ce gaz est de 22,414 l.
La première détente est une détente isoénergétique, le coefficient de Joule-Gay-Lussac de ce gaz est donc nul :
{\displaystyle \mu _{\rm {JGL}}=\left({\partial T \over \partial V}\right)_{U}=-{\left(\beta T-1\right)P \over C_{V}}=0}
On en déduit que :
{\displaystyle \beta ={1 \over P}\left({\partial P \over \partial T}\right)_{V}={1 \over T}}
La deuxième détente est une détente isenthalpique, le coefficient de Joule-Thomson de ce gaz est donc nul :
{\displaystyle \mu _{\rm {JT}}=\left({\partial T \over \partial P}\right)_{H}={\left(\alpha T-1\right)V \over C_{P}}=0}
On en déduit que :
{\displaystyle \alpha ={1 \over V}\left({\partial V \over \partial T}\right)_{P}={1 \over T}}
Étant donné la relation (r1), on a :
{\displaystyle \chi _{T}=-{1 \over V}\left({\partial V \over \partial P}\right)_{T}={\alpha  \over P\beta }={1 \over P}}
On a donc, avec {\displaystyle \beta } et {\displaystyle \chi _{T}} :
{\displaystyle \left({\partial P \over \partial T}\right)_{V}={P \over T}}
{\displaystyle \left({\partial P \over \partial V}\right)_{T}=-{P \over V}}
soit :
{\displaystyle \mathrm {d} P={P \over T}\,\mathrm {d} T-{P \over V}\,\mathrm {d} V}
ou, avec {\displaystyle \alpha } et {\displaystyle \chi _{T}} :
{\displaystyle \left({\partial V \over \partial T}\right)_{V}={V \over T}}
{\displaystyle \left({\partial V \over \partial P}\right)_{T}=-{V \over P}}
soit :
{\displaystyle \mathrm {d} V={V \over T}\,\mathrm {d} T-{V \over P}\,\mathrm {d} P}
Quel que soit le système d'équations résolu, on obtient :
{\displaystyle PV=CT}
avec {\displaystyle C} une constante. Les seules variables considérées ici sont la pression, la température et le volume, les intégrations ont été faites à quantité de matière {\displaystyle n} constante. On sait néanmoins que le volume est une grandeur extensive ; par conséquent, à pression et température constantes, doubler par exemple la quantité de matière induit un doublement du volume. Dans l'équation précédente, ceci ne peut être vérifié que si {\displaystyle C} est une fonction de {\displaystyle n} : {\displaystyle C=C\!\left(n\right)=n{\mathcal {R}}}, avec {\displaystyle {\mathcal {R}}} constante. La donnée du volume molaire dans les CNTP permet de déduire que {\displaystyle {\mathcal {R}}=R}, la constante universelle des gaz parfaits.
L'équation d'état de ce gaz est donc :
Il s'agit d'un gaz parfait.
Note : lois de Joule et gaz parfait
Si dans les CNTP le volume molaire avait été différent de 22,414 l, alors {\displaystyle {\mathcal {R}}\neq R}. Un gaz dont la température ne varie ni dans une détente de Joule-Gay-Lussac, ni dans une détente de Joule-Thomson, pourrait ne pas être un gaz parfait, mais répondrait néanmoins à une équation d'état de la forme {\displaystyle PV=n{\mathcal {R}}T} avec {\displaystyle {\mathcal {R}}} constante.
En conclusion, si les gaz parfaits suivent les deux lois de Joule, la réciproque n'est pas vraie : un gaz suivant les deux lois de Joule n'est pas nécessairement un gaz parfait.

#### Exemple 2: équation d'état simplifiée d'une phase condensée
Les coefficients {\displaystyle \alpha } et {\displaystyle \chi _{T}} d'une phase condensée (liquide ou solide) sont très faibles (phase condensée peu dilatable et peu compressible) et considérés comme constants. On a donc :
{\displaystyle \left({\partial V \over \partial T}\right)_{P}=V\alpha }
{\displaystyle \left({\partial V \over \partial P}\right)_{T}=-V\chi _{T}}
Si on connait le volume {\displaystyle V_{0}} sous la pression {\displaystyle P_{0}} à la température {\displaystyle T_{0}}, alors :
{\displaystyle V=V_{0}\cdot \exp \!\left[\alpha \left(T-T_{0}\right)-\chi _{T}\left(P-P_{0}\right)\right]}
Étant donné que {\displaystyle \alpha \approx 0} et {\displaystyle \chi _{T}\approx 0}, en considérant de faibles variations de température autour de {\displaystyle T_{0}} et de pression autour de {\displaystyle P_{0}}, on a par développement limité :

#### Exemple 3: équation d'état de Murnaghan
Pour un solide, il est supposé que le volume ne dépend pas de la température (solide indilatable) et que le module de compressibilité isostatique varie linéairement avec la pression. On a donc :
{\displaystyle \alpha ={1 \over V}\left({\partial V \over \partial T}\right)_{V}=0}
{\displaystyle K={1 \over \chi _{T}}=-V\left({\partial P \over \partial V}\right)_{T}=K_{0}+K_{0}^{\prime }P}
D'après la relation (r1) on a :
{\displaystyle P\beta =\left({\partial P \over \partial T}\right)_{V}={\alpha  \over \chi _{T}}=0}
Soit {\displaystyle V_{0}} le volume du solide à pression nulle. On obtient l'équation d'état de Murnaghan :
Explicitement en volume on a :
{\displaystyle V=V_{0}\left[1+{K_{0}^{\prime } \over K_{0}}P\right]^{-{1 \over K_{0}^{\prime }}}}
Si la variation du volume en fonction de la pression est très faible, c'est-à-dire {\displaystyle {K_{0}^{\prime } \over K_{0}}P\approx 0}, on a, par développement limité :
{\displaystyle V\approx V_{0}\cdot \left[1-{1 \over K_{0}^{\prime }}{K_{0}^{\prime } \over K_{0}}P\right]}
{\displaystyle V\approx V_{0}\cdot \left[1-{1 \over K_{0}}P\right]}
Avec {\displaystyle \alpha =0}, {\displaystyle P_{0}=0} et {\displaystyle \chi _{T}={1 \over K_{0}}}, on retrouve l'équation d'état simplifiée de l'exemple 2.

### Formules d'Ehrenfest
Les formules d'Ehrenfest permettent de définir l'évolution de la pression de transition de phase d'un corps pur en fonction de la température pour les transitions d'ordre 2 selon la classification d'Ehrenfest. Pour une transition entre deux phases notées {\displaystyle a} et {\displaystyle b}, elles s'écrivent :
avec :
- {\displaystyle T} la température de transition de phase (en K) ;
- {\displaystyle P_{a\to b}} la pression de transition de phase à la température {\displaystyle T} (en Pa) ;
- {\displaystyle {\bar {V}}} le volume molaire commun aux deux phases à l'équilibre à la température {\displaystyle T} et sous la pression {\displaystyle P_{a\to b}} (en m3/mol) ; dans une transition d'ordre 2 le corps pur ne change pas de volume, contrairement à une transition d'ordre 1 comme la vaporisation par exemple ;
- {\displaystyle \alpha ^{a}} et {\displaystyle \alpha ^{b}} les coefficients de dilatation isobare du corps pur respectivement dans les phases {\displaystyle a} et {\displaystyle b} à la température {\displaystyle T} et sous la pression {\displaystyle P_{a\to b}} (en K−1) ;
- {\displaystyle \chi _{T}^{a}} et {\displaystyle \chi _{T}^{b}} les coefficients de compressibilité isotherme du corps pur respectivement dans les phases {\displaystyle a} et {\displaystyle b} à la température {\displaystyle T} et sous la pression {\displaystyle P_{a\to b}} (en Pa−1) ;
- {\displaystyle {\bar {C}}_{P}^{a}} et {\displaystyle {\bar {C}}_{P}^{b}} les capacités thermiques isobares molaires du corps pur respectivement dans les phases {\displaystyle a} et {\displaystyle b} à la température {\displaystyle T} et sous la pression {\displaystyle P_{a\to b}} (en J K−1 mol−1).

Ces formules ne sont valables que pour une transition d'ordre 2 selon la classification d'Ehrenfest des transitions de phase, c'est-à-dire, selon la classification actuelle, pour une transition de phase n'impliquant pas une enthalpie de changement d'état. Si tel n'est pas le cas, la transition est d'ordre 1 (changement d'état) et il faut se rapporter à la formule de Clapeyron.